# Одоардо Фарнезе, наследный принц Пармы
Одоардо Фарнезе (итал. Odoardo Farnese; 12 августа 1666, Колорно — 6 сентября 1693, Парма) — сын и наследник герцога Пармы Рануччо II Фарнезе. Он был наследным принцем Пармы с рождения до самой смерти. Отец королевы Испании Изабеллы Фарнезе.

## Биография
Одоардо родился во дворце Дожей недалеко от Пармы в местечке Колорно. Его мать, Изабелла д’Эсте, умерла через 9 дней после его рождения. Его единственной сестрой и по отцу и по матери была Маргарита Мария Фарнезе, будущая герцогиня Моденская и жена Франческо II д’Эсте, герцога Модены.
Его отец ранее был женат на Маргарите Виоланте Савойской, двоюродной сестре Людовика XIV, но этот брак остался бездетным. Овдовев первый раз, отец Одоардо, взял себе в жены Изабеллу д’Эсте, дочь герцога Модены Франческо I и его жены Марии Екатерины Фарнезе.

## Семья
Одоардо женился на графине Доротее Софии Нейбургской 3 апреля 1690 года. Публичное венчание пары состоялось 17 мая 1690 года в Пармском кафедральном соборе. Торжества по поводу их свадьбы были одними из самых пышных в истории Пармы. Это был первый брак немецкой принцессы с итальянским принцем. Внушительное приданое невесты принесло огромную выгоду дому Фарнезе.
В браке супруги родили двоих детей: сына, умершего в младенчестве, и дочь Изабеллу, впоследствии ставшую королевой Испании.
Одоардо умер раньше отца и так никогда и не правил. Его вдова Доротея София Нойбургская позднее вышла замуж за его сводного брата, который и стал следующим герцогом Пармы.

## Официальные титулы
- 12 августа 1666 — 6 сентября 1693 Его Высочество Наследный Принц Пармы